# Mosin-Nagant
Mosin-Nagant är ett ryskt repetergevär som har tillverkats i många varianter och spridits över stora delar av världen. Tsarryssland antog Mosin-Nagant 1891 och vapnet tjänstgjorde i olika utföranden som ryska respektive sovjetiska truppers huvudsakliga personliga beväpning under både första och andra världskriget. Vapnet var även Finlands standardgevär under andra världskriget (ett arv från då Finland var en del av Ryssland), och används fortfarande som prickskyttegevär.
Det ersattes i sovjetisk tjänst av automatgeväret SKS och automatkarbinen AK-47, men som prickskyttegevär levde det kvar tills semi-automatgeväret SVD togs i bruk på 1960-talet.
Geväret tillverkades i olika varianter i flera länder och användes i de flesta stora militära konflikter under 1900-talet. Vapnet var ett av många vapensystem som skänktes till de nordvietnamesiska styrkorna av Sovjet.

## Konstruktion
Geväret var konstruerat av den ryske armékaptenen Sergei Mosin men med några små förändringar i magasinet av det belgiske patenttrollet Leon Nagant, vilket lett till att det i västerländsk litteratur brukar benämnas "Mosin-Nagant". 
Det togs i tjänst 1891 som den ryska arméns första egna magasinförsedda gevär och tillverkades i tre huvudsakliga varianter: för infanteri, dragoner respektive kosacker. Skillnaderna låg framförallt i att de senare var av en kortare längd, och kosack-geväret försågs inte med bajonett. En kortare karbin togs även i bruk 1907 för bland annat artillerister, ingenjörstrupper och kulsprutebesättningar.
Vapnet standardiserades och moderniserades på 1930-talet till M1891/30 i "dragonlängd" och den modellen kom att bli det vanligaste vapnet i Röda armen under det följande världskriget. Den bajonettlösa karbinen M1938 med sin praktiska längd kom dock att bli så populär bland soldater vid frontlinjen att en ny karbin (M1944) med vikbajonett senare infördes och ersatte de längre standardgevären i produktion. Som prickskyttegevär försågs träffsäkrare M1891/30 med ett krökt slutstyckshandtag och ett kikarsikte (av modellen PE, PEM eller PU) med 4 eller 3,5 gångers förstoring.

### Finland
När Finland blev självständigt 1918 övertogs c:a 190 000 M 1891-gevär från de ryska depåerna i landet, och blev med beteckningen M/91 det vanligaste geväret i den ytterst blandade finska arsenalen. Trots svåra ekonomiska problem byggdes efterhand en fungerande vapenindustri upp, med Valtion Kivääritehdas (VKT), SAKO och Tikkakoski Oy so ledande verkstäder. Eftersom de ryska vapen fanns i stor mängd och budgeten liten valde man att inte utveckla en egen konstruktion utan istället att renovera de befintliga gevären: bl.a. byttes de slitna piporna och framstocken. Då de nya piporna var aningen trängre, och tillgången på 7,62×.54R var låg påbörjades inhemsk produktion av 7,62×53R. Versioner i urval: Mellan 1920 och 1941 köptes ytterligare 173 000 vapen in från utländska överskottslager. Ingen egen tillverkning av lådor gjordes, utan alla vapen hade de ryska  lådorna som grund. Värt att notera är att samtliga varianter innan M/39 gjordes individuellt, där enbart delar som inte var godtagbara byttes. Likaså reparerades vapen med de delar som fanns tillgängliga vilket betyder att gevären sällan var likadana ens inom samma variant.
Finska varianter:
- M/91-24 (”Lotta-geväret”), efter Lottakåren genom insamlingar bekostat renoveringen.
  - Ny pipa, justerad avtryckare, sikte ändrat från arsjin till meter, roterande rembyglar ersatte de ryska remsöljorna.
- M/27 (”Pystykorva”), armévapen som igenkänns på de upprättstående "spetshundsöron" som skyddar kornet. Runt 71 500 tillverkade, främst av Tikka till 1942.
  - Grövre pipa kortad till 68,5 cm, siktet förbättrat, övre bandet försett med gångjärn och från 1935 även förstärkningsplattor till förstocken. Fram till 1932 slutstycke med glidtappar.
- M/28 (”Pystykorva”), variant av M/27 avsedd för skyddskårerna. Runt 35 000 tillverkade mellan 1928 och 1932.
  - Främre bandet och slingfästen utan modifiering.
- M/28-30, uppgraderad M/28 tillverkad mellan 1933 och 1940 i strax under 25 500 exemplar. Resterande 15 000 av de total 40 000 var modifierade M/28.
  - Nytt finstegat sikte med U-skåra, kornet skruvjusterat, magasinets övre pressning vidgades, avtryckargruppen justerades och pipan fick en flytring av aluminium i övre bandet.
- M/91-30, hopplock av nytillverkade delar blandat med delar från krigsbyte av egna och tyska styrkor användes av Tikkakoski till högkvalitativa gevär.
- M/39 (”Ukko-Pekka”) Enhetsgevär för både armén och skyddskåren. 96 800 tillverkade 1940-1945. Totalt tillverkades 102 000 fram till 1970-talet.
  - Övre bandet från M/27, korn och sikte från M/28-30 graderat från 150m till 1 000m, enhetliga slingfästen på vänster sida och undertill av kolv och undre bandet, som nu fått fjäderfäste med spännskruv för enklare demontering, återgång till 7,62×.54R, med loppen satta till 0,310 tum (7,874 mm) med stigning av ett varv per 25cm. Kolvhalsen försågs med halvpistol, och hela stocken gjordes bredare.
- 7.62 TKIV 85. Prickskyttegevär antaget 1985, baserat på Mosin-geväret.

## Externa länkar

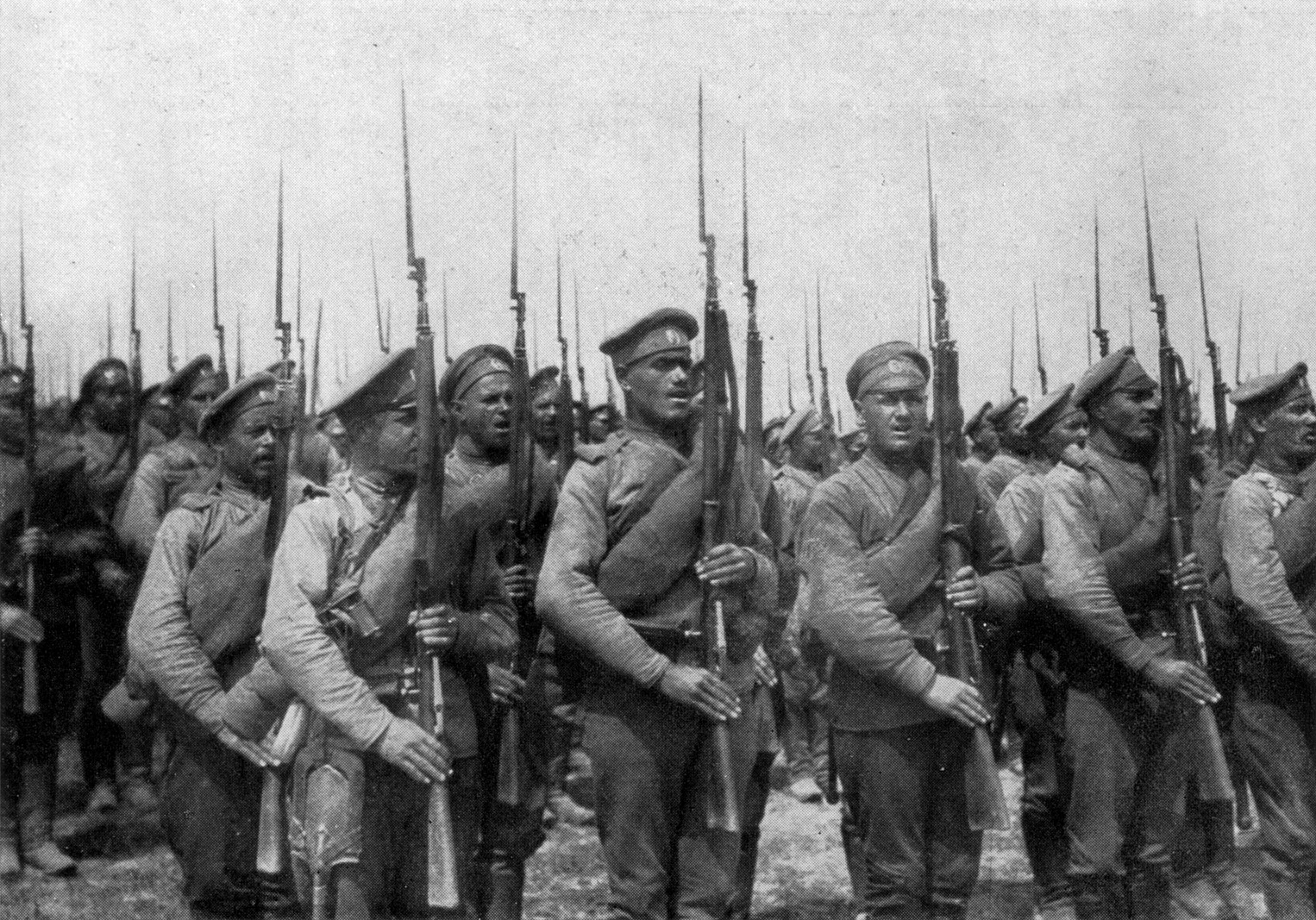
Ryska infanterister beväpnade med Mosin-Nagantgevär 1917.

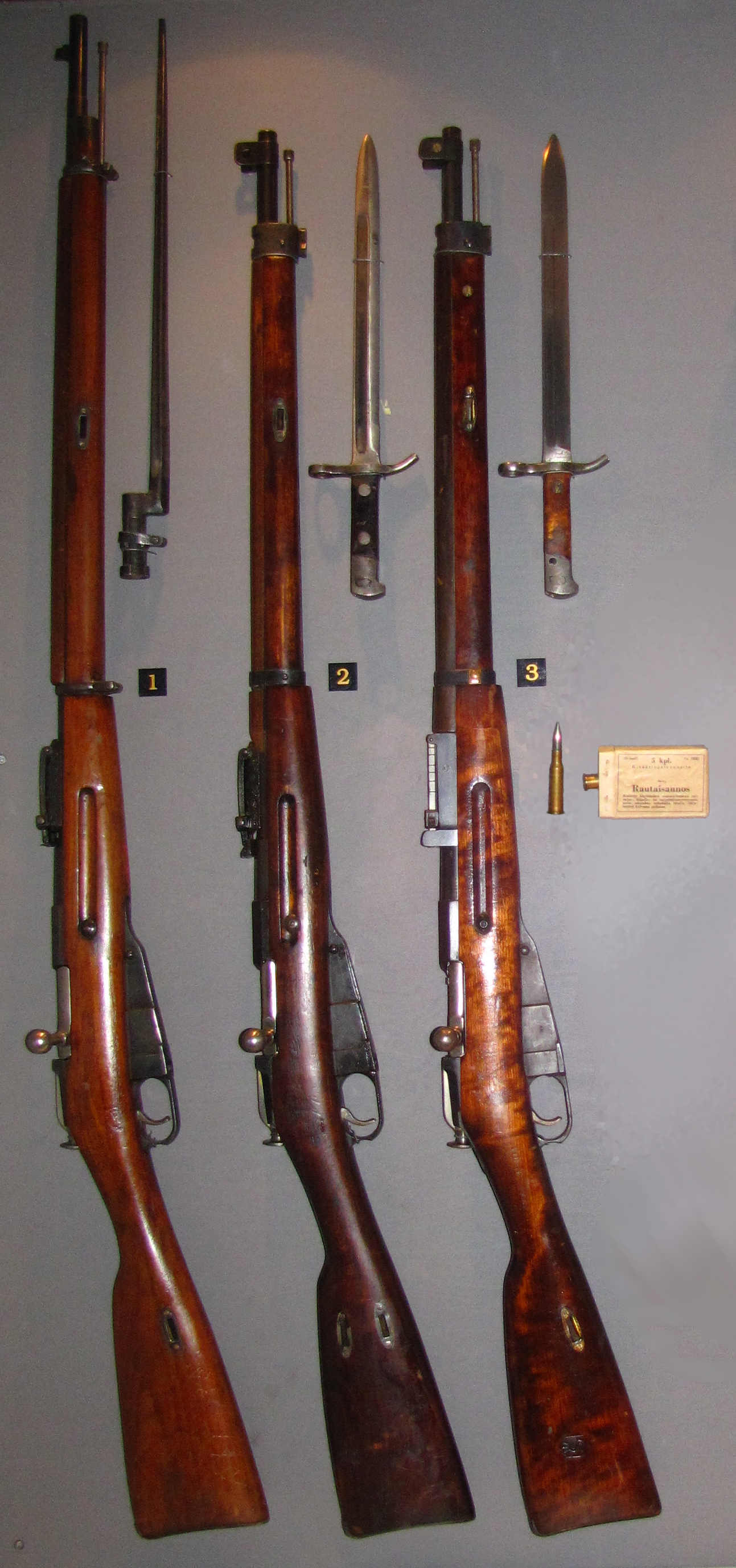
Från vänster, med tillhörande bajonett: 1) Infanterigevär M/91-24 (”Lotta-geväret”), 2) Skyddskårgevär M/28 "Spetsöra", 3) Skyddskårgevär M/28-30 "Spetsöra", Krigsmaktens "järndos": 5-pack 7,62×53R bredvid en patron för jämförelse.